# 運動員培訓及集訓中心
運動員培訓及集訓中心（葡萄牙語：：英語：）位於澳門路氹城網球路，位於澳門東亞運動會體育館旁北側，中心內包括2個多功能體育館、5層訓練區、25米室內泳池及重量訓練中心，內部面積超過20,000平方米，另設有9層高可接待超過300人的宿舍，以及其他輔助設施；集訓練空間、運動醫學及住宿三大功能於一身供澳門本地運動員培訓與習訓的重要設施。中心於2016年起興建，第一期工程於2019年竣工，並於同年12月5日啟用。

## 歷史

### 前期工作及工程
2016年10月12日，為推動澳門競技體育發展，澳門特別行政區政府計劃於澳門東亞運動會體育館停車場近網球路，一個佔地約12,400平方米地段用作興建該中心；建設發展辦公室率先對該中心的樁基礎工程進行公開開標，共收到14份標書。14份標書中，11份標書被接納，1份不被接納，另有2份有條件被接納，但需在指定日期內補交文件。工程造價介乎澳門幣328,680,000.00至澳門幣448,000,000.00，工期由240工作天至310工作天。
2017年2月15日上午，體育委員會舉行2017年度第一次會議。澳門特別行政區政府體育局局長潘永權表示，計劃在「澳門蛋」旁空地興建該中心，有望於三年內建成，為澳門運動員及澳集訓隊提供更好和更適合的訓練空間，提升代表隊水平。
2017年4月23日，澳門特別行政區政府體育局局長潘永權表示，按計劃在「澳門蛋」旁空地興建該中心，當時正在進行地基工程，預計2017年下半年有關工務部門將就上蓋工程進行招標，相信完成招標工作後便可公布落成日期，而當局亦爭取於兩年內落成。

### 上蓋建造工程
2017年6月29日，該中心上蓋建造工程於建設發展辦公室進行公開開標，共收到13份標書。經開標程序後， 全部標書被接納。工程造價介乎澳門幣10億零5千多萬至澳門幣12億6千多萬；是項工程興建模式採取分區施工A館總工期由508工作天至623工作天，B館及C宿舍樓總工期由410工作天至518工作天，兩個施工區的施工期為獨立計算。項目位於路氹城鄰近網球路、溜冰路、及澳門東亞運動會體育館 (澳門蛋) 以北地段，佔地約12,400平方米，主要分為體育館大樓和宿舍大樓兩部分，樓高分別為6層及12層；地面層還設有旅遊巴停車場以及多個會議室，總建築面積約57,700平方米。

### 第一期工程竣工及啟用
2019年12月，整項工程全面竣工，第一期設施佔地約12,000平方米，耗資16.3億澳門元。同年12月4日，當局安排傳媒進內參觀，中心包括兩個多功能體育館，1樓至5樓設有多個訓練館，內部更設有宿舍、會議室、活動室、健身室及辦工室等輔助設施。節能環保元素是中心的一大特點，採光設計、隔層玻璃及LED燈等。體育局預計首階段將有五個項目的精英運動員包括空手道、武術、跆拳道、體育舞蹈和柔道代表分別在同月或2020年1月進駐。而第二期規劃包括動醫學中心、診室和理療室，另設有運動設備儲存空間和停車空間，相關工程仍在深化設計中。
2019年12月5日，中心正式啟用，並於同日上午11時舉行開幕儀式，由時任澳門行政長官崔世安主持揭幕。
2022年3月28日，位於中心內的宿舍正式啟用，首批入住宿舍項目包括武術、空手道、跆拳道、游泳、鐵人三項、田徑及單車等，使用對象主要包括正在積極備戰2022年亞洲運動會的本地運動隊伍及精英運動員。宿舍樓高九層，可接待超過300人，輔助設施包括階梯式會議室、餐廳、活動室、健身室、多功能會議室及辦公室等。

## 設施
中心內設有2個多功能體育館、5層訓練區、25米室內泳池及重量訓練中心，可同時容納多個體育項目進行訓練，提供總運動空間面積超過20,000平方米。此外，中心還設有共9層可接待超過300人的宿舍，以及其他輔助設施，包括：階梯式會議室、餐廳、活動室、健身室、多功能會議室及辦公室等，集訓練空間、運動醫學及住宿三大功能於一身。

## 使用狀況

### 2020年中國國家乒乓球代表團習訓
2020年2月，中國國家乒乓球隊一行47人，於2月初前往卡塔爾參加國際乒聯世界巡迴賽及備戰訓練；3月13日由卡塔爾抵達香港國際機場，隨後即時經港珠澳大橋抵澳並於該中心進行集訓。由於全球COVID-19疫情關係，代表團在澳門接受封閉式管理，入境後十四天只會從住宿處往返訓練場館，以及於日常生活佩帶口罩及測量體温；同時為專注訓練，代表團亦不會參加任何招待及聚集性活動。而中國國家乒乓球隊選擇澳門習訓原因，就是澳門疫情相對穩定，而且已超過一個月時間沒有新增任何COVID-19個案，相對上較安全，而當時逗留時間長久仍未有定案。
2020年5月初，中國國家乒乓球隊邀請傳媒參觀訓練，中國乒乓球協會主席劉國梁感謝澳門特區政府和體育局安排周到外，亦透露未來希望會加強中澳兩地的戰略合作，協助澳門乒乓發展。由於疫情關係加上長時間在外訓練，劉國梁表示現在會以健康、安全及科學性方式訓練，內部也有比賽，但亦會控制球員的訓練量。全球的乒乓球賽事會一直暫停直至到7月底，故此國乒預期仍會在澳門逗留多一段時間，之後再作部署。
2020年6月12日，中國國家乒乓球隊結束在澳門長達3個月的封閉式訓練，由於國際賽事受疫情影響取消，相關成員在離開澳門前在當天下午4時先與澳門的乒乓球運動員一同訓練，並於當天晚上7時30分與澳門青少年運動員進行交流。由於世界各地的乒乓賽事尚未能進行，國乒下半年訓練備戰方案也會作出相應調整。國乒短期內會離開澳門返到國內，各隊員先會回到各省市進行積極性調整訓練，待7月中旬才會重新集合。據報中國大陸乒乓球賽事將會於8月重啟。

### COVID-19疫情期間
2022年3月17日，新型冠狀病毒感染應變協調中心公佈《應對大規模COVID-19疫情預案》，當中設置「社區治療中心」，選址包括此處和旁邊的澳門東亞運動會體育館，當中於此處的一樓和三樓體育館在預案中設置住院部，供輕症病人住院。

## 事故

### 第一期工程建設期間
2017年6月30日傍晚，當時正在興建的地盤發生工業意外，一名31歲男性外地僱員被挖泥機的挖爪壓傷，兩小腿閉合性骨折。建設發展辦公室在事件發生後，已責令承建商停工整頓，在地盤安全環境及措施未得到改善時，需停止一切施工，而因停工對工程造成的影響及損失，建設發展辦公室將按照合同處以罰則。

## 未來發展

### 二期工程
2022年4月下旬，體育局表示，中心第二期將興建輔助大樓，落成後將為集訓隊提供更多專業的訓練場所。
2023年6月，輔助大樓基礎及地庫建造工程進行公開招標。
2024年3月，社會文化司表示中心輔助大樓預計於2025年底完成地基工程，上蓋工程將按序展開，未來將作為梯隊運動員的訓練空間。

## 資料來源
1. 1 2 3  . 正報. 2019-12-06  [2022-12-26]. （原始内容存档于2023-01-17）.
2. ↑  . 建設發展辦公室（GDI）. 澳門特別行政區新聞局. 2016年10月12日  [2022年12月26日]. （原始内容存档于2023年1月17日）.
3. ↑  . 力報. 2017-02-15  [2022-12-26]. （原始内容存档于2022-12-26）.
4. ↑  . 力報. 2017-04-24  [2022-12-26]. （原始内容存档于2022-12-26）.
5. ↑  . 建設發展辦公室（GDI）. 澳門特別行政區新聞局. 2017年6月29日  [2022年12月26日]. （原始内容存档于2023年1月17日）.
6. ↑  . 正報. 2017-06-30  [2022-12-26]. （原始内容存档于2023-01-17）.
7. ↑  . 力報. 2017-06-29  [2022-12-26]. （原始内容存档于2022-12-26）.
8. ↑  . 力報. 04/12/2019  [2022-12-26]. （原始内容存档于2022-12-26）.
9. 1 2  . 體育局（ID）. 澳門特別行政區新聞局. 2019年12月5日  [2022年12月26日]. （原始内容存档于2023年1月17日）.
10. ↑  . 體育局（ID）. 澳門特別行政區新聞局. 2022年3月28日  [2022年12月26日]. （原始内容存档于2023年1月17日）.
11. ↑  . 正報. 2022-03-29  [2022-12-26]. （原始内容存档于2023-01-17）.
12. ↑  . 力報. 2022-03-30  [2022-12-26]. （原始内容存档于2022-12-26）.
13. ↑  . 體育局（ID）. 澳門特別行政區新聞局. 2020年3月13日  [2022年12月26日]. （原始内容存档于2023年1月17日）.
14. ↑  . 力報. 2020-03-13  [2022-12-26]. （原始内容存档于2022-12-26）.
15. ↑  . 力報. 06/05/2020  [2022-12-26]. （原始内容存档于2022-12-26）.
16. ↑  . 力報. 12/06/2020  [2022-12-26]. （原始内容存档于2022-12-26）.
17. ↑  . 疫情記者會快訊. 澳門特別行政區新聞局. 2022年3月17日  [2022年12月26日]. （原始内容存档于2023年1月17日）.
18. ↑  . 正報. 2022-03-18  [2022-12-26]. （原始内容存档于2022-12-26）.
19. ↑  . 力報. 01/07/2017  [2022-12-26]. （原始内容存档于2022-12-26）.
20. ↑  . 澳門日報. 2022-04-24  [2023-06-20]. （原始内容存档于2023-06-20）.
21. ↑  . 澳廣視新聞. 2023-06-14  [2023-06-20]. （原始内容存档于2023-06-20）.
22. ↑  . 市民日報. 2024-03-26  [2024-03-26]. （原始内容存档于2024-03-26）.

## 外部連結
- 運動員培訓及集訓中心 – 基礎工程 （页面存档备份，存于）
- 應對大規模COVID-19疫情專頁-社區治療中心 （页面存档备份，存于）
- 運動員培訓及集訓中心輔助大樓 - 基礎及地庫 （页面存档备份，存于）